# فعل عبارتی در زبان انگلیسی
در زبان انگلیسی فعل عبارتی، فعل گروهی، فعل دوواژه‌ای، سه‌واژه‌ای، فعل مرکب، فعل ترکیبی، فعل دو کلمه‌ای، فعل دو قسمتی یا فعل دو بخشی (به انگلیسی: phrasal verb یا multiword verb یا prepositional verb) به عبارت یا گروه‌واژه‌ای اشاره دارد که شامل یک فعل اصلی به همراه یک یا چند وند است.
فعل‌های عبارتی متداول زبان انگلیسی باستان فعل‌های پیشونددار جدانشدنی بودند به‌طوری‌که وند به شکلی جدانشدنی به آغاز فعل متصل می‌شد. در اواخر دوره زبان انگلیسی میانه، تعداد فعل‌های عبارتی به اندازه چشمگیری افزایش پیدا کرد. ویلیام شکسپیر در نمایشنامه‌های خود به‌طور گسترده‌ای از این فعل‌ها استفاده می‌کرد.
اصطلاح فعل‌های عبارتی را نخستین بار استاد دستور زبان انگلیسی به نام لوگان پیرسال اسمیت به کار برد. برخی از فعل‌های عبارتی دارای چندین معنا و کاربرد مختلف هستند. دسته‌ای از اسم‌های مرکب از معنای مشخصی از یک فعل عبارتی ساخته می‌شوند.
بسیاری از فعل‌های عبارتی بر پایه فعل‌های اصلی do, make, go, get, turn و run ساخته می‌شوند که از لحاظ معنی واژگانی سنخیت بسیار کمی با فعل‌های اصلی‌شان دارند.

## تعریف، مفهوم معنایی و اهمیت
در زبان انگلیسی فعل عبارتی، عبارت یا گروه‌واژه‌ای است مشتمل بر یک فعل اصلی به همراه یک یا چند وند. منظور از وند،  حرف اضافه یا قید است. معنای فعل‌های عبارتی ممکن است با معنای فعل اصلی‌شان متفاوت باشد یا برعکس؛ ممکن است هم‌معنی با فعل اصلی یا تأکیدکنندهٔ معنای آن باشد.
دکتر ابراهیم نظری تیموری در کتاب فرهنگ جامع افعال دو کلمه‌ای آورده است که فراگیری این دسته از فعل‌ها همانند دیگر کلمه‌های انگلیسی نیست به عبارتی دیگر یادگیری آنها ساده و ابتدایی نمی‌باشد.
در تعریفی دیگر می‌توان گفت، فعل عبارتی یک فعل ترکیبی است که شامل یک فعل اصلی و یک یا چند وند است. از دید جمله‌شناسی فعل عبارتی در نهایت نقش یک واحد نحوی و یک واحد معنایی را در جمله بازی می‌کند. وندها در فعل‌های عبارتی نقشی تکمیل‌کننده را ایفا می‌کنند. واژه‌نامه انگلیسیِ آمریکایی لانگمن فعل‌های عبارتی را فعل‌های ویژه خوانده که از یک فعل اصلی به همراه ادات قیدی یا حرف اضافه ساخته شده‌اند.
They  look at animals curiously.
آنها به جانوران کنجکاوانه  نگاه می‌کنند.
You  look up words through dictionaries very fast.
به عنوان نمونه فعل اصلی look به تنهایی به معنای نگاه کردن است ولی وقتی حرف اضافه up پس از آن می‌آید معنای آن تغییر پیدا کرده و به واژه‌ای را در لغتنامه یافتن، دنبال اطلاعاتی در کتابی بودن، به کسی سر زدن و رو به راه شدن (اوضاع) تغییر معنی می‌دهد.
مثالی دیگری که در این خصوص می‌توان یادآور شد فعل do به معنای انجام دادن است، این فعل وقتی با وند up ترکیب می‌شود، تشکیل فعل عبارتی do up (به معنی بالا کشیدن زیپ یا بستن دکمه‌های یک لباس یا همچنین زیپ شدن یا بسته شدن دکمه‌های یک لباس به روشی خاص) را می‌دهد که معنایش با do کاملاً متفاوت است.
در برخی موارد معنای فعل عبارتی نه تنها با معنای فعل اصلی متفاوت نیست بلکه ممکن است تأکیدی بر مفهوم آن نیز داشته باشد؛ مثلاً sit به معنای نشستن است و وقتی قید down پس از آن قرار می‌گیرد نه تنها معنی را تغییر نمی‌دهد بلکه تأکیدی بر فعل نیز می‌باشد. نمونه‌ای دیگر در این خصوص، فعل عبارتی come in (داخل شدن) است، فعل اصلی این فعل عبارتی come (آمدن) است که معنای آن با فعل عبارتی ساخته شده همخوانی کامل دارد. معنای این قبیل فعل‌های عبارتی را از روی فعل اصلی‌شان می‌توان حدس زد؛ مثلاً فعل gain به معنای کسب کردن و به دست آوردن است و gain up به معنای افزایش یافتن و پیشرفت کردن است که این کاملاً قابل حدس است.
این ناهمسان بودن ساختارها و ضد و نقیض بودن قواعد دستور زبانی، فهم فعل‌های عبارتی را دشوار کرده و باعث گردیده زبان‌آموزان از این دسته از فعل‌ها گریزان باشند.

دکتر سیلویا دو کوک که دارای دکترای فلسفه ادبیات می‌باشد در خصوص فعل‌های عبارتی می‌گوید:
« در میان آموزندگان، آموزگاران و علاقه‌مندان به این بخش از زبان انگلیسی، فعل‌های عبارتی حوزه‌ای چالش‌برانگیز و دشوار تلقی شده‌است. »

مجله MED
در زبان انگلیسی مدرن و امروزی به ویژه در گفتگوها، جایگزین شدن قیدها و حرف‌های اضافه پس از فعل اصلی و با هدف دستیابی به معناها و مفهوم‌های جدید و ساخت فعل‌های عبارتی، بسیار معمول و رایج شده‌است.
برای نمونه می‌توان فعل log (ثبت دفتری کردن) را مثال زد. این فعل اصلی پس از پیشرفت دانش رایانه به کار گرفته شد و از آن فعل‌های عبارتی log in یا log on ساخته شد که به معنای یه سیستم رایانه وارد شدن، ارتباط با رایانه‌ای برقرار کردن یا وارد وب‌گاهی شدن می‌باشند.

## اختلاف در معنا و تعریف
واژه‌نامه انگلیسیِ آمریکایی لانگمن، هر نوع ترکیب فعل اصلی با هر وندی را تضمین‌کننده تشکیل فعل عبارتی نمی‌داند. به عنوان مثال در این لغت‌نامه عبارت sit down (نشستن) یک فعل عبارتی نیست. در ضمیمه ویژه آموزندگان زبان انگلیسی این کتاب یاد شده که اگر وند، معنای مجموعه فعلی را تغییر ندهد، عبارت حاصل یک فعل عبارتی نیست. به عبارت دیگر به بیان این واژه‌نامه فعل عبارتی فعلی است که وقتی فعل اصلیش با یک وند ترکیب می‌گردد، تشکیل فعلی نو با معنای جدید خاص خود را می‌دهد. به پیروی از این قاعده به عنوان نمونه sit down (نشستن) و fall over (افتادن و زمین‌خوردن)، فعل عبارتی به‌شمار نمی‌روند.
در واژه‌نامه لانگمن لنگوییج اکتیویتور بر خلاف واژه‌نامه انگلیسیِ آمریکایی لانگمن، عبارت sit down فعل عبارتی معرفی شده‌است. و در جایی دیگر نیز fall over با همین دسته‌بندی لغوی یاد شده‌است.
در برخی کتاب‌ها معنای فعل عبارتی را از معنای فعل اصلیِ زاینده، کاملاً متفاوت و غیرقابل حدس ذکر می‌کنند. ولی در برخی دیگر آورده شده که قیدها و حرف‌های اضافه گاهی معنای فعل اصلی را تغییر نمی‌دهند اما فعل عبارتی را کمی طبیعی‌تر جلوه داده و معنا می‌دهند. به عنوان مثال save up (پس‌انداز کردن)، lie down (لم دادن)، sit down (نشستن)، tire out (خسته و کوفته کردن) و break up (متلاشی کردن).

## استعاره و فعل عبارتی
به خاطر سپردن مفهوم و معنای فعل‌های عبارتی اغلب برای آموزندگان زبان انگلیسی دشوار است و دلیل آن نبود پیوستگی معنایی بین اجزاء فعل عبارتی (یعنی فعل اصلی و وند یا وندها) می‌باشد. در واقع بسیاری از فعل‌های عبارتی استعاری یا مجازی هستند یعنی اگر کسی استعاره‌هایی را که فعل‌های عبارتی برای آنها استفاده می‌شوند درک کند و متوجه گردد، فهم معنایی و حفظ کردن آنها آسان‌تر می‌گردد.
به عنوان مثال در جمله A فعل عبارتی معنایی حقیقی و فیزیکی دارد ولی در جمله B فعل عبارتی معنایی استعاری دارد و عملی را توصیف می‌کند که شبیه جمله A است. به عنوان مثال وقتی شخصی اطلاعاتی را با کنکاش و تلاش زیاد به دست می‌آورد شبیه سگی است که استخوانی را با گشت زدن و جستجوی فراوان از زیر زمین بیرون می‌آورد.
تعداد زیادی از فعل‌های عبارتی فقط معنایی استعاری دارند. مثلاً فعل عبارتی breeze in به معنای بدون اعتناء دیگران وارد جایی شدن است و کلمه breeze به معنای نسیم است و این شاید ما را به یاد وزیدن خود به خود و طبیعی نسیم به درون جایی بیندازد؛ یعنی breeze استعاره‌ای است برای فعل عبارتی breeze in. این فعل عبارتی فقط درکی استعاری دارد و کاربردی فیزیکی ندارد.

## فراگیری و نکته‌های آموزشی
برای تسلط و فراگیری کامل زبان انگلیسی، فراگیری فعل‌های عبارتی یک ضرورت است. فعل‌های عبارتی بخش مهمی از زبان انگلیسی هستند و نقشی کلیدی را در زبان انگلیسی روزمره و محاوره‌ای بازی می‌کنند. بهترین روش آموختن فعل‌های عبارتی، آموختن و تمرین آنها در داخل متن‌ها و مکالمات است.
با رشد جهانی و نفوذ زبان انگلیسی، اهمیت و کاربرد فعل‌های عبارتی نیز افزایش پیدا کرده‌است. به منظور فهم، گفتگو، مطالعه و نگارش زبان انگلیسی به روشی درست، فراگیری فعل‌های عبارتی یک نیاز بسیار مهم به‌شمار می‌رود. با وجود کتاب‌ها و وبگاه‌های پرشمار در اینترنت در رابطه با این فعل‌ها، آموختن آنها آسان‌تر شده‌است.
در زبان انگلیسی و به ویژه در گفتگوهای روزمره و غیررسمی، فعل‌های عبارتی بسیار رایج و متداول هستند. آموزگاران به آن دسته از کسانی که در پی یادگیری مکالمه زبان انگلیسی هستند، پیشنهاد می‌کنند برای صحبت کردن مشابه انگلیسی‌زبان‌ها و به شکلی یکنواخت، فعل‌های عبارتی را بیاموزند.
زبان‌آموزان اغلب بر این باورند فراگیری فعل‌های عبارتی کاری دشوار است و از بهره‌گیری آنها پرهیز می‌کنند. فعل‌های عبارتی فقط یک مبحث دستور زبانی و با اهمیت در زبان انگلیسی نیستند بلکه آنها فعل‌هایی مفید و بسیار آموزنده هستند. کسانی که به صورت حرفه‌ای انگلیسی صحبت می‌کنند یا می‌نویسند، در همه موقعیت‌های گفتاری، از مکالمه‌های دوستانه گرفته تا سخنرانی‌های بسیار رسمی و همه متون نوشتاری از رایانامه گرفته تا مقاله‌های بسیار فنی و تخصصی، از فعل‌های عبارتی به بهترین نحو استفاده می‌کنند. در برخی متون استفاده از یک فعل عبارتی بهترین و کامل‌ترین جایگزین است و مفهوم را روان‌تر و طبیعی‌تر منتقل می‌کند؛ بنابراین زبان‌آموزان باید از سوی آموزگاران همواره برای فراگیری فعل‌های عبارتی مورد تشویق و ترغیب قرار گیرند.
بسیاری از فعل‌های عبارتی بر پایه فعل‌های اصلی do, make, go, get, turn و run ساخته می‌شوند که از لحاظ معنی واژگانی سنخیت بسیار کمی با فعل‌های اصلی‌شان دارند. یکی از راه‌های فراگیری فعل‌های عبارتی رسم نمودارهای شبکه‌ای است. چنین نمودارهایی که فعل عبارتی را با مثال و عبارت توضیح داده‌است، برای روشن شدن معنای فعل عبارتی بسیار مفید و آموزنده‌است. به عنوان مثال در کتاب English Vocabulary in Use سطح پیشرفته (Advanced) در صفحه ۲۰۴ برای فعل look چنین نموداری قابل نمایش است.

Look on/upon: * معنی اول: در مورد شخص یا کسی با دیدی خاص فکر کردن مثال: با وجود این‌که ما با هم نسبت خانوادگی نداریم ولی من به هنری به چشم یک برادر نگاه می‌کنم. * معنی دوم: اتفاقی ناگوار را (بدون دخالت کردن در حادثه) مشاهده و نظارت کردن مثال: تنها یک نفر تلاش کرد به ما کمک برساند و مابقی مردم در حال سکوت فقط به حادثه زل زده بودند. Look up: * معنی اول: در مورد واژه یا موضوعی در لغت‌نامه‌ها یا کتاب‌های دیگر اطلاعات کسب کردن. مثال: ترجمه کلمه "loquacious" را در واژه‌نامهات جستجو کن. * معنی دوم: در مسافرت به کسی سر زدن مثال: یادت نرود وقتی به تایپه آمدی سری هم به ما بزنی. * معنی سوم: اوضاع و شرایطی بهتر شدن مثال: امیدورارم اوضاع در سال جدید بهتر گردد. Look up to: * معنی: احترام گذاشتن، محترم شمردن، گرامی داشتن مثال: او همیشه به عموی خود احترام گذاشته‌است. Look down on: * معنی:احساس خود برتر بینی داشتن مثال: آقای گارسیا فکر می‌کند که فقط خودش تحصیلات دانشگاهی دارد. (Look in (+on: * معنی:به کسی (جهت رفع نیاز یا کمک) سری زدن مثال: ممکنه به آیلین سری بزنی و خریدهای اون رو از سوپرمارکت انجام بدی. Look into : * معنی:تحقیق و بازپرسی به منظور یافتن سرنخی برای یک جرم یا کشف راه حلی برای رفع یک مشکل و معضل مثال: نامه‌ای جهت اعتراض نوشتم و شرکت هواپیمایی قول داد به این مشکل رسیدگی کند. Look after : * معنی:مراقب و امانت‌دار بودن از کسی یا چیزی مثال: هنگامی که مادرشان در بیمارستان بستری بود، خاله‌شان از آنان مراقبت می‌کرد.

## پیشینه
در زبان انگلیسی باستان (رایج در حدود سال‌های ۴۵۰ تا ۱۱۰۰) برخلاف زبان انگلیسی امروز، از فعل‌های عبارتی استفاده چندانی نمی‌شد. تعداد فعل‌های عبارتی بسیار کم تعدادتر از امروز بود. فعل‌های عبارتی متداول زبان انگلیسی باستان فعل‌های پیشونددار جدانشدنی بودند به‌طوری‌که وند به شکلی جدانشدنی به آغاز فعل متصل می‌شد. به عنوان مثال فعل burn دارای فعل عبارتی burn up است که در زبان انگلیسی باستان، bærnan معادل burn و forbærnan معادل burn up بود. در اینجا for به عنوان وند، جزء جدانشدنی فعل باستانی forbærnan می‌باشد ولی چنین ساختاری در زبان انگلیسی مدرن وجود ندارد. زیرا در فعل‌های عبارتی امروزی وند همواره پس از فعل اصلی می‌آید و به فعل نمی‌چسبد.

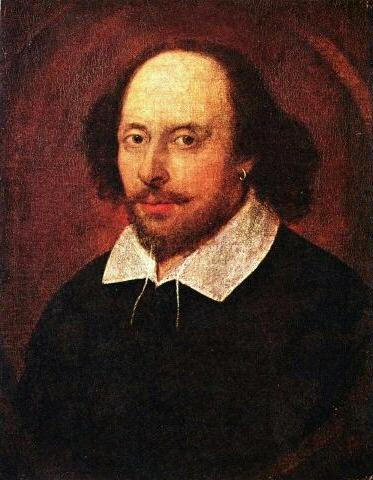
ویلیام شکسپیر در نمایشنامه‌های خود به‌طور گسترده‌ای از این فعل‌ها استفاده می‌کرد.

در دورهٔ زبان انگلیسی میانه (رایج در حدود سال‌های ۱۰۰۰ تا ۱۲۰۰) به تدریج ساختار فعل‌های عبارتی شکل گرفت. در اواخر دوره انگلیسی میانه، فعل‌های عبارتی به سه گروه تقسیم می‌شدند.
|  | \| \| 1) understand و overtake فعل‌های با ساختار انگلیسی باستان مثل \| \| \| \| \| \| 2) write up و take up فعل‌های عبارتی با وندهای جداشدنی مثل \| \| \| \| |
|  | |
|  | 3) write-off و outcry ترکیب‌های اسمی مشتق شده از دو دسته نخست مثل                                                                                           |
|  | |
|  | 1) understand و overtake فعل‌های با ساختار انگلیسی باستان مثل                                                                                               |
|  | |
|  | 2) write up و take up فعل‌های عبارتی با وندهای جداشدنی مثل                                                                                                  |
|  | |

|  | 1) understand و overtake فعل‌های با ساختار انگلیسی باستان مثل |
|  |                                                              |
|  | 2) write up و take up فعل‌های عبارتی با وندهای جداشدنی مثل    |
|  |                                                              |

در اواخر دوره زبان انگلیسی میانه، تعداد فعل‌های عبارتی به اندازه چشمگیری افزایش پیدا کرد. ویلیام شکسپیر در نمایشنامه‌های خود به‌طور گسترده‌ای از این فعل‌ها استفاده می‌کرد.
اصطلاح فعل‌های عبارتی را نخستین بار استاد دستور زبان انگلیسی به نام لوگان پیرسال اسمیت (Logan Pearsall Smith) به کار برد.

## وندها و فعل عبارتی
در فعل‌های عبارتی وندها که با فعل اصلی ترکیب می‌شوند اداتی هستند که ممکن است قید یا حرف اضافه باشند. البته برخی از این واژه‌ها در زبان انگلیسی هم می‌توانند نقش قید و هم حرف اضافه را بازی کنند. در فعل‌های عبارتی، وندها همواره پس از فعل اصلی قرار می‌گیرند. دانستن معناها و کاربردهای مختلف وندها، فهم و درک فعل‌های عبارتی را ساده‌تر می‌نماید.
واژه‌نامه آکسفورد برای آموزندگان سطح پیشرفته، گاهی برخی فعل‌های عبارتی را متشکل از یک فعل اصلی به همراه یک قید و یک حرف اضافه در کنار یکدیگر، تعریف می‌کند. فعل عبارتی put up with (تاب آوردن، با چیزی سوختن و ساختن) مثال مناسبی برای فعل‌های عبارتی سه‌واژه‌ای است.

### ترکیب قیدی
بسیاری از فعل‌های عبارتی با قیدها نظیر away, back, out, behind و غیره تشکیل می‌شوند. به عنوان مثال fell behind (عقب افتادن)، let out (نعره زدن)، come back (برگشتن)، give away (از دست دادن) و take off (لباس کندن).

### ترکیب با حرف اضافه
بسیاری از فعل‌های عبارتی با حرف‌های اضافه (نظیر up, by, in, off, into, on و غیره) تشکیل می‌شوند. به عنوان مثال crush into (چپاندن)، feel for (دلسوزی کردن)، jump at (غنیمت شمردن). برخی فعل‌های عبارتی با دو حرف اضافه تشکیل می‌شوند مثل get on with (عجله کردن)، take out on (ناراحتی خود را سر کسی خالی کردن)، hold on to (چیزی را به منظور حفظ و بالا رفتن ارزش نفروختن). به این نوع فعل— فعل عبارتی سه‌واژه‌ای نیز می‌گویند.
به فعل‌های عبارتی که با حرف‌های اضافه ساخته می‌شوند فعل‌های ترکیبی با حرف اضافه (به انگلیسی: Prepositional Verbs) نیز گفته می‌شود.
در فعل‌های عبارتی با حرف‌های اضافه اشتباه‌های دستور زبانی بسیار اتفاق می‌افتد. این خطاها حتی در سطوح پیشرفته هم روی داده‌است.

## فعل‌های عبارتی حرکتی
در زبان انگلیسی معمولاً از وندهای out, up, off و نظیر آن برای ساختن فعل‌های عبارتی حرکتی استفاده می‌کنند. پیرو این ترکیب می‌توان گفت که وند استفاده شده تأثیر مهم بر معنای فعل حرکتی می‌گذارد.
|  | ۱. The bus was full. We couldn't get on.∗ ۲. A woman got into the car and drove off.∗ ۳. Sally is leaving tomorrow and coming back on Saturday.∗ ۴. When I touched him on the shoulder, he turned round. ∗ |

## تأثیر وندها بر معنی فعل عبارتی
برخی وندها معنای مخصوصی دارند و هنگامی که در فعل‌های عبارتی به کار گرفته می‌شوند معنای ویژه‌ای به آنها می‌دهند. به عنوان نمونه قید (وند) around، معنای «بدون هدف یا مقصود خاصی» را به فعل‌های اصلی القاء می‌کند و فعل‌های عبارتی با معنی تأثیرگرفته شده از around تشکیل می‌گردد.
| فعل عبارتی  | برگردان فارسی     | توضیح                                         |
| ----------- | ----------------- | --------------------------------------------- |
| lie around  | پخش و پلا بودن    | قرار گرفتن اشیاء مختلف به صورت بی‌هدف در اطراف |
| play around | انگولک کردن       | بی‌هدف به چیزی دست زدن                         |
| kick around | ول گشتن، پرسه زدن | بی‌هدف گشتن                                    |

یادداشت و فراگیری فعل‌های عبارتی بر پایه وند خاص بسیار سودمند و آموزنده‌است و باعث بهتر به خاطر سپردن آنها می‌شود.

## جایگاه مفعول
برخی فعل‌های عبارتی نیازی به مفعول ندارند (مثال ۱) و برخی دیگر با مفعول استفاده می‌شوند. هنگامی که مفعول اسم باشد ممکن است پس از وند (مثال ۲) یا پیش از وند (مثال ۳) مورد استفاده قرار گیرد، ولی وقتی مفعول ضمیر است حتماً پیش از وند قرار می‌گیرد. (مثال ۴)
- 3. You will wake the baby up.∗
- 4. Don't turn it on.∗
- 1. It's time to get up.∗
- 2. You will wake up the baby.∗

مهمترین موضوع در خصوص فراگیری دستور زبان فعل‌های عبارتی این است که بدانیم مفعول در جمله‌ای که دارای فعل عبارتی است در کجا قرار می‌گیرد، و دانستن این‌که مفعول در میان فعل اصلی و وند قرار می‌گیرد یا پس از وند جای دارد، دارای اهمیت است. همچنین در مواقعی که مفعول، ضمیر است پیاده کردن دستورالعمل مناسب بسیار مهم می‌باشد.

## فعل‌های عبارتی و معادل فعل‌های اصلی
فعل‌های عبارتی معمولاً در زبان عامیانه استفاده می‌شوند و در شرایط رسمی کمتر کاربرد دارند. مثلاً فعل‌های عبارتی put off (یک قرار را عقب انداختن) و leave out (از قلم انداختن) کاربرد عامیانه و غیررسمی دارند و معادل‌های آنها به ترتیب postpone و omit که فعل اصلی هستند، دارای کاربردی رسمی هستند. واژه‌نامه وبستر مثالی در این خصوص آورده‌است، فعل عبارتی look forward to در این دیکشنری معادل فعل اصلی expect می‌باشد.
| فعل عبارتی | معادل فعل اصلی |
| ---------- | -------------- |
| find out   | discover       |
| go back    | return         |
| go on      | continue       |
| send out   | distribute     |
| fix up     | arrange        |
| leave out  | omit           |
| look for   | seek           |
| put on     | don            |
| stick out  | protrude       |
| stamp out  | eradicate      |

گاهی فعل‌های عبارتی معادل فعل اصلی دارند مثلاً take off (تخفیف گرفتن و تخفیف دادن) دارای مترادف deducte با همین معنا است ولی گاهی معادلی نمی‌توان برای فعل عبارتی یافت، به عنوان نمونه take off (بلند شدن هواپیما از فرودگاه) دارای جایگزین خاصی نمی‌باشد.

## فعلهای عبارتی در جمله‌های مجهول
آن دسته از فعل‌های عبارتی که شامل یک فعل متعدی (فعلی که یک مفعول مستقیم دارد) و یک وند هستند، می‌توانند در جمله‌های مجهول استفاده شوند.
وندها در این حالت همواره پس از قسمت سوم فعل (past participle) می‌آیند.
|  | ۱. The children were looked after by their aunt.∗ ۲. The practice of smoking in the office was frowned on by the workers.∗ ۳. You'll have to wait until this problem has been dealt with.∗ ۴. These stupid regulations should have been done away with years ago. ∗ |

## اسم فعل (ساختار ing) و جمله‌واره‌ها در ترکیب با فعل عبارتی
می‌توان پس از فعل‌های عبارتی، ساختار اسم فعل (ساختار ing) (مثال ۱) یا جمله‌واره‌ها (مثال ۲) را استفاده کرد. معمولاً گذاشتن عبارت‌های بلند و جمله‌واره‌ها بین فعل اصلی و وند کاربرد ندارد. (مثال ۳ و ۴)
|  | - 1. Have you given up smoking? ∗ - 2. Andy pointed out that we didn't have enough time. ∗ - 3. You should read over what you've written. ∗ - 4. You should read what you've written over. |

به عبارت دیگر مفعول‌های جمله‌واره و بلند پس از وند قرار می‌گیرند.
|  | - 1. Why don't you try on that dress in the window? ∗ |

## اسم‌ها و صفت‌های ساخته‌شده با فعل‌های عبارتی
دسته‌ای از اسم‌های مرکب از معنای مشخصی از یک فعل عبارتی ساخته می‌شوند. این قاعده به آموزندگان زبان انگلیسی شانس آموختن دو واژه را به صورت هم‌زمان می‌دهد. به عبارتی دیگر فهم معنایی فعل‌های عبارتی عاملی کلیدی و مهم برای فراگیری دیگر واژه‌های انگلیسی است.
به عنوان مثال اسم مرکب letdown به معنای حال‌گیری و ضدحال است که از فعل عبارتی let down به معنای ناامید کردن ساخته شده‌است. همچنین صفت let down به معنای دمغ و پکر از همین فعل عبارتی به وجود می‌آید. نمونه دیگر که در این خصوص می‌توان ذکر کرد، اسم layout (هزینه و خرج‌کرد) است که از فعل عبارتی lay out (هزینه هنگفتی کردن) استخراج می‌گردد.
| فعل عبارتی | برگردان فارسی                 | اسم یا صفت حاصل | برگردان فارسی      |
| ---------- | ----------------------------- | --------------- | ------------------ |
| rip off    | سر کسی کلاه گذاشتن، تیغ زدن   | rip-off         | کلاه‌برداری، گول‌زنی |
| fall down  | فرو ریختن                     | downfall        | نابودی، سرنگونی    |
| look on    | نظاره‌گر بودن                  | onlooker        | ناظر، شاهد         |
| crack down | مبارزه کردن، برخورد شدید کردن | crackdown       | سرکوبی، قلع و قمع  |

## فعل‌های عبارتی روزمره
فعل‌های عبارتی، کاربردی غیررسمی دارند و در گفتگوهای روزمره و محاوره‌ای بسیار رایج هستند.
| فعل عبارتی | برگردان فارسی      | فعل عبارتی       | برگردان فارسی                                                  |
| ---------- | ------------------ | ---------------- | -------------------------------------------------------------- |
| come on    | شتافتن             | fuck over        | کسی را به روز سیاه نشاندن                                      |
| throw away | دور ریختن          | pick out         | انتخاب کردن                                                    |
| get in     | رسیدن              | think back on    | خاطره‌ای را یادآوری کردن                                        |
| wake up    | بیدار شدن          | look up to       | احترام گذاشتن                                                  |
| wash up    | ظرف شستن           | get through with | به پایان رساندن                                                |
| lie in     | تا لنگ ظهر خوابیدن | show off         | پز دادن                                                        |
| bump off   | هنگ کردن (رایانه)  | sex up           | برجسته‌تر کردن، جالب‌تر کردن، هیجانی‌تر کردن، مهم‌تر به نظر رساندن |

## فعل‌های عبارتی تجاری
برخی فعل‌های عبارتی در بازرگانی و تجارت پرکاربرد هستند.
| برگردان فارسی               | فعل عبارتی   |
| --------------------------- | ------------ |
| قراردادی را تنظیم کردن      | draw up      |
| کاهش دادن هزینه‌ها           | cut back     |
| نقش بر آب شدن (طرح اقتصادی) | fall through |
| تماس گرفتن                  | get through  |
| کنترل کردن                  | take over    |

## فعل‌های عبارتی با چندین کاربرد معنایی
برخی از فعل‌های عبارتی دارای چندین معنا و کاربرد مختلف هستند. به عنوان مثال فعل عبارتی get through دارای ۸ کاربرد و معنی متفاوت است. فعل‌های عبارتی go for،‏ take off،‏ put out و let down از این دست می‌باشند.
حتی اگر آموزنده فعل‌های عبارتی، معنی و کاربرد ویژه یک فعل عبارتی را بیاموزد، باز ممکن است دچار مشکل گردد زیرا گاهی ممکن است یک فعل عبارتی دارای چندین معنی باشد.
| مصرف‌کردن خرج‌کردن         | قبول‌شدن پذیرفته‌شدن    | به‌تصویب‌رسیدن به‌تصویب‌رسانیدن |
| انجام‌دادن به‌پایان رساندن | get through           | فهماندن به حالی‌کردن به      |
| به‌مرحله بعد راه یافتن    | رسیدن به تحویل‌دادن به | تماس‌گرفتن ارتباط برقرارکردن |

همچنین فعل عبارتی go off دارای سه ترجمهٔ ساعت زنگ زدن، فاسد شدن مواد غذایی و منفجر شدن (بمب، ترقه و …) است.

## فعل‌های عبارتی در انواع گویش‌های انگلیسی
بیشتر فعل‌های عبارتی در انواع گویش‌های انگلیسی کاربرد دارند اما برخی مختص گویش خاصی هستند، مثلاً فعل عبارتی name after (نام کسی را [معمولاً پدربزرگ یا مادربزرگ] برای کس دیگر [مثل نوه] گذاردن) در انگلیسی بریتانیایی و انگلیسی استرالیایی کاربرد دارد و در انگلیسی آمریکایی به جای این فعل از name for استفاده می‌کنند.